# Bukovec (przystanek kolejowy)
Bukovec (niem. Buchberg) – zlikwidowany przystanek kolejowy w Mikulovicach, w kraju ołomunieckim, w Czechach.